# استحکامات سنگله
استحکامات سنگله (انگلیسی: Fortifications of Senglea)، مجموعه‌ای از دیوارهای دفاعی و استحکامات در اطراف شهر سنگله در مالت هستند. نخستین استحکامات آن در سال ۱۵۵۲ و دژ سنت میشل بود و استحکامات اصلی نیز طی دهه‌ها بعدی توسط استاد و رهبر ارشد شوالیه‌های مهمان‌نواز یا سن جان، کلود د سنگله ساخت شد. ساخت و اصلاحات لازم تا قرن ۱۸ میلادی ادامه یافت. استحکامات سنگله در لیست و فهرست آزمایشی میراث جهانی در مالت از سال ۱۹۹۸ به عنوان بخشی از «استحکامات شوالیه‌ها پیرامون بندرگاه مالت» قرار دارد.